# Моникира
Моникира (исп. Moniquirá) — город и муниципалитет в центральной части Колумбии, на территории департамента Бояка. Входит в состав провинции Рикаурте.

## История
Поселение, из которого позднее вырос город, было основано в 1556 году.

## Географическое положение

Муниципалитет Моникира

Город расположен в северо-западной части департамента, в гористой местности Восточной Кордильеры, на берегах реки Моникира, на расстоянии приблизительно 41 километра к северо-западу от города Тунха, административного центра департамента. Абсолютная высота — 1788 метров над уровнем моря.
Муниципалитет Моникира граничит на севере с территорией муниципалитета Сан-Хосе-де-Паре, на северо-востоке — с муниципалитетом Тогуи, на юго-востоке — с муниципалитетом Аркабуко, на юге — с муниципалитетами Гачантива и Санта-София, на северо-западе, западе и востоке — с территорией департамента Сантандер. Площадь муниципалитета составляет 220 км².

## Население
По данным Национального административного департамента статистики Колумбии, совокупная численность населения города и муниципалитета в 2015 году составляла 21 402 человека.
Динамика численности населения муниципалитета по годам:
| 2005   | 2006   | 2007   | 2008   | 2009   | 2010   | 2011   | 2012   | 2013   | 2014   | 2015   |
| ------ | ------ | ------ | ------ | ------ | ------ | ------ | ------ | ------ | ------ | ------ |
| 21 852 | 21 821 | 21 785 | 21 743 | 21 716 | 21 669 | 21 621 | 21 567 | 21 512 | 21 459 | 21 402 |

Согласно данным переписи 2005 года мужчины составляли 49,7 % от населения Моникиры, женщины — соответственно 50,3 %. В расовом отношении белые и метисы составляли 99,95 % от населения города; негры, мулаты и райсальцы — 0,05 %.
Уровень грамотности среди всего населения составлял 83,9 %.

## Экономика
44,4 % от общего числа городских и муниципальных предприятий составляют предприятия сферы обслуживания, 43,1 % — предприятия торговой сферы, 12,1 % — промышленные предприятия, 0,4 % — предприятия иных отраслей экономики.

## Транспорт
Через город проходит национальное шоссе № 62 (исп. Ruta Nacional 62).